# McVickers Theatre
Le McVicker's Theater est un théâtre situé à Chicago, dans l'Illinois, aux États-Unis.
Construit pour l'acteur James Hubert McVicker, le théâtre était la scène principale des pièces comiques des premières années de Chicago. Il accueillait souvent des représentations d'Edwin Booth, qui avait épousé la fille de McVicker et avait été victime d'une tentative de meurtre. Adler & Sullivan en conçut la rénovation en 1883. Bien que détruit par deux incendies, dont le Grand incendie de Chicago, le McVicker's, fondé en 1857, resta en activité jusqu'en 1984. Il fut démoli l'année suivante.

## Histoire

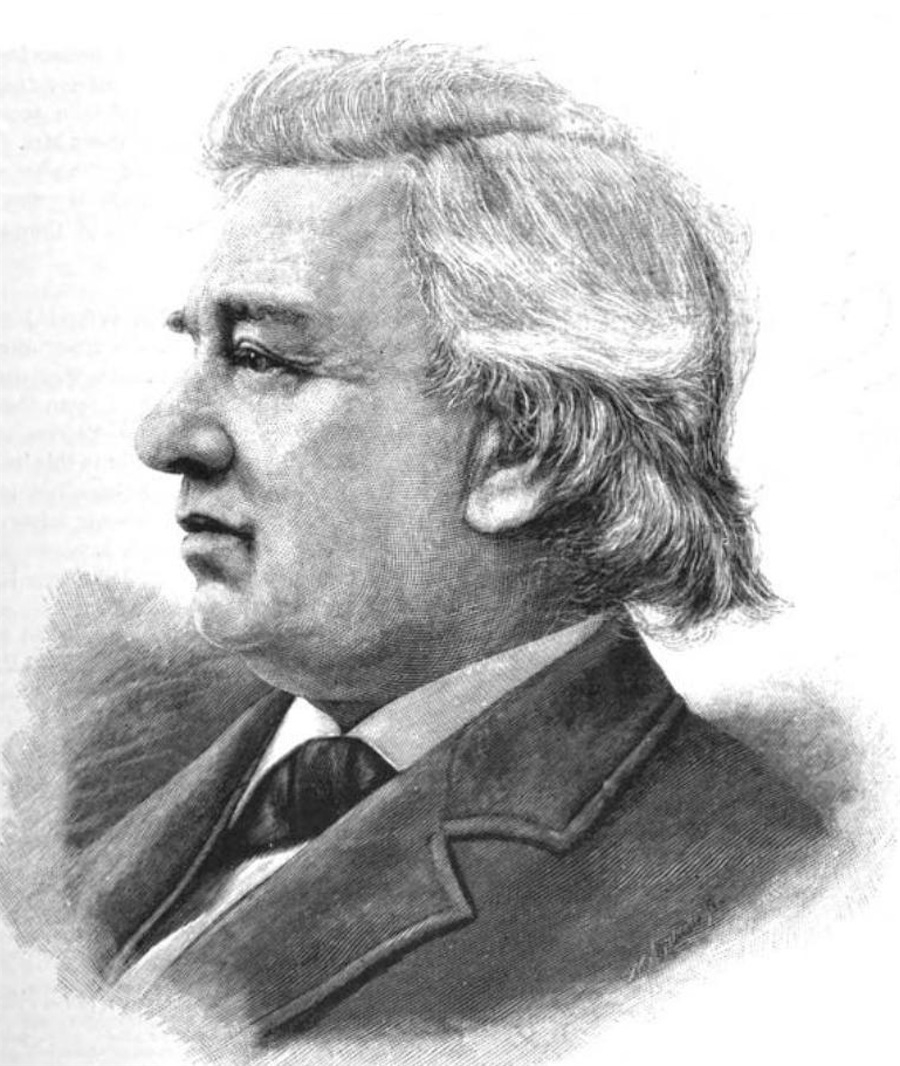
James Hubert McVicker, fondateur du théâtre.

James Hubert McVicker est né à New York, dans l'État de New York, le 14 février 1822. Son père, James, meurt peu après sa naissance. Il est donc élevé par sa mère, Nancy, et ses deux frères et sœurs. Il fréquente une école publique avant de devenir apprenti imprimeur à l'âge de dix ans. Pendant les cinq années suivantes, il conduit des machines dans des imprimeries new-yorkaises. En octobre 1837, il est engagé comme apprenti par le Republican à Saint-Louis, dans le Missouri, et est nommé compagnon trois ans plus tard. Cependant, ce métier ne lui procure guère de plaisir et il décide de suivre une formation classique.
En 1843, il participe à une production au Théâtre Saint-Charles de La Nouvelle-Orléans, en Louisiane. McVicker se produit dans différentes villes du pays. En avril 1848, il s'installe à Chicago, dans l'Illinois. L'humoriste qui travaille au théâtre de John Blake Rice est sur le point de partir et Rice lui offre son poste. Sa première représentation a lieu le 2 mai 1848, dans My Neighbor's Wife. Sa femme joue également dans Hue and Cry. McVicker donne la réplique à la femme de Rice dans Lend Me Five Shillings le 27 avril 1849.
Deux ans après la mort de Dan Marble (en), McVicker acquiert auprès de la famille de celui-ci le droit d'utiliser ses pièces. Il part en tournée nationale, puis en Angleterre en 1855. L'année suivante, McVicker devient directeur du People's Theater de Saint-Louis. Le théâtre connait un grand succès et, en mars 1857, il utilise les bénéfices pour fonder un nouveau théâtre à Chicago. Le McVicker's Theater ouvre ses portes le 5 novembre 1857, avec sa propre troupe jouant les pièces comiques Honeymoon et Rough Diamond.
Edwin Booth joue dans A New Way to Pay Old Debts le 31 mai 1858. Il y interprète plus tard Richelieu, Richard III et Brutus, et épouse l'une des filles de McVicker en 1869. Le théâtre est rénové en 1864. James Henry Hackett (en) y interprète Falstaff en 1865. Il est de nouveau entièrement rénové en août 1871, mais est détruit lors du grand incendie de Chicago quelques semaines plus tard. Il est cependant reconstruit et rouvre le 15 août 1872. Mark Gray tire deux balles lors d'une tentative infructueuse d'assassinat d'Edwin Booth le 23 avril 1879, alors que l'acteur joue Richard II.
Parmi les acteurs et actrices qui ont joué dans la troupe de McVicker au fil des ans figurent James O'Neill, Rossini Vrionides et Robert B. Mantell. Le McVicker est de nouveau rénové en 1885 par Adler & Sullivan, mais de nouveau détruit par un incendie en 1890. Le théâtre reconstruit, conçu par le même cabinet, ouvre ses portes le 31 mars 1891, avec une représentation de The Rivals avec Joseph Jefferson, William J. Florence, Louisa Lane Drew (en) et Viola Allen. McVicker meurt le 7 mars 1896. Sa veuve assume la direction du théâtre jusqu'à ce qu'elle le vende à Jacob Litt le 1er mai 1898. Le théâtre est démoli et reconstruit en 1922. Balaban & Katz (en) achète le bâtiment en 1926. Il y projette ensuite des films jusqu'à sa fermeture en 1984. Il est démoli l'année suivante.

## Décors

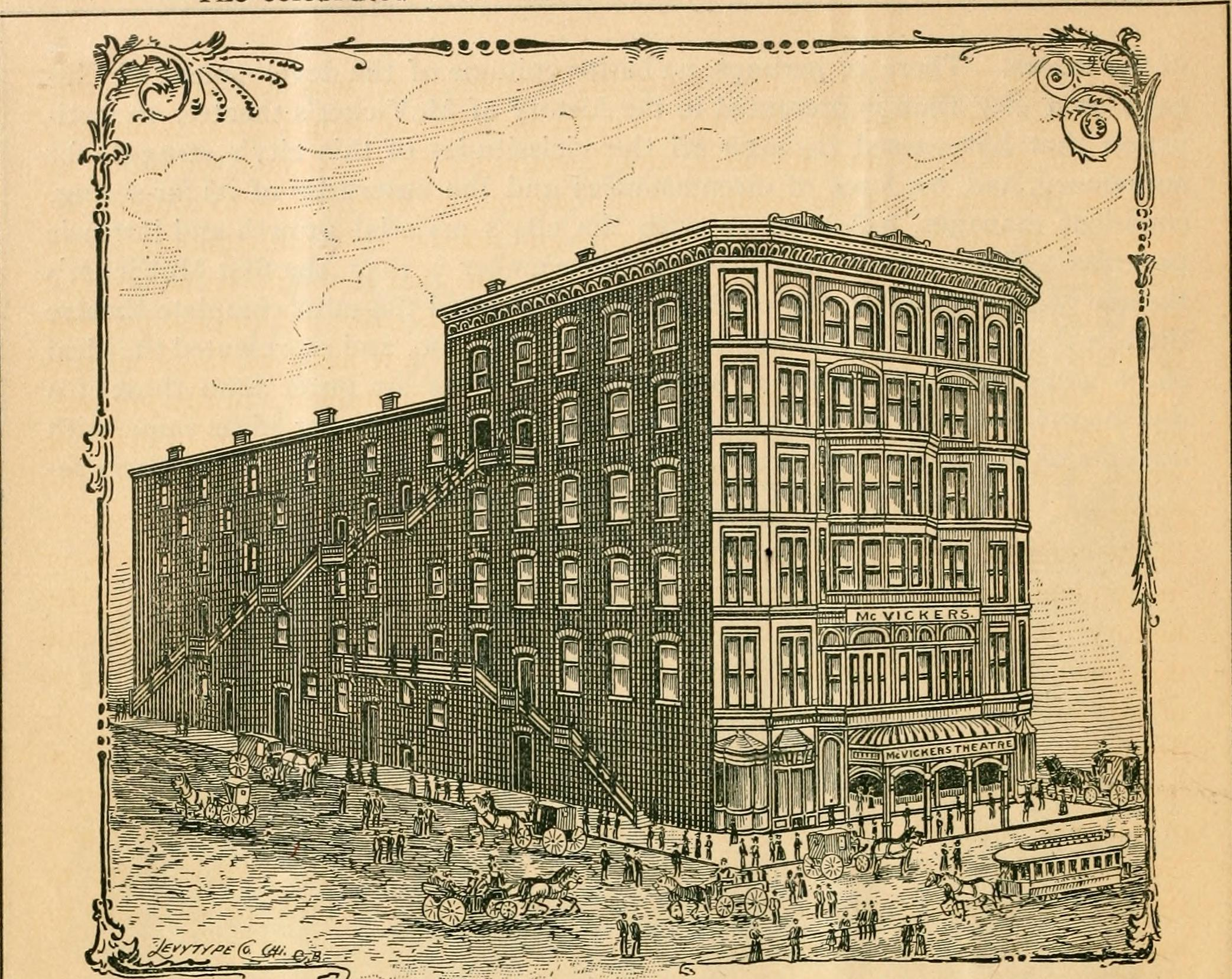
Illustration du théâtre dans McVicker's observanda; containing a graphic historical sketch of McVicker's theatre from its inception to the present date (1891).

Le décor du théâtre, les travaux d'aménagement intérieur, la charpente métallique, la terre cuite et d'autres éléments ont été conçus par de nombreuses entreprises de premier plan de Chicago, notamment les travaux de charpente métallique par Albert H. Wolf ; les travaux de maçonnerie par William D. Price ; la menuiserie par Thos. Clark & Sons ; la ventilation et la ferronnerie galvanisée par Jas. A. Miller & Bro. ; la plomberie et les luminaires électriques par E. Baggot ; la peinture et la décoration par Healy & Millet (en) ; les tapis et les tentures par Marshall Field & Co. ; les sièges par AH Andrews & Co ; l'éclairage électrique par Chicago Edison Co. ; les plâtres ornementaux par Schneider & Kline ; les ferronneries ornementales par WH Cheneworth Co. ; les carreaux et l'ignifugation par Illinois Terra Cotta, les plâtres simples par The Mackolite Plaster Co. et Michael Cyr ; et les panneaux en bas-relief par I^aSalles. Les rideaux de March Through Illinois et The Fort Dearborn Massacre ont été réalisés par Johannes Gelert (en) ; et le rideau principal de Chicago in 1833, est de Walter Burridge (en) alors que le rideau final de Reverie of the Future, est d'Ernest Albert.